# Centro de Información Documental de Archivos
El Centro de Información Documental de Archivos (CIDA) de España es un órgano de la Subdirección General de Archivos Estatales del Ministerio de Cultura y Deporte. Tiene como misión la difusión del patrimonio documental custodiado en los archivos españoles. Esta labor se realiza principalmente a través de la elaboración de bases de datos accesibles en línea.

## Historia y sede
Fue creado en 1977, a través del Real Decreto 2258/1977, del 27 de agosto, como sucesor del anterior Servicio Nacional de Información Documental y Bibliográfica, fundado en 1952. Actualmente tiene su sede en la ciudad de Alcalá de Henares (Comunidad de Madrid), en el mismo edificio donde se encuentra el Archivo General de la Administración. Asimismo, cuenta con una biblioteca, de libre acceso, especializada en archivos, archivística y otras ciencias relacionadas.